# Абдул Нијан
Абдул Кадр Мбаје Нијан (фр. Abdoul Khadre Mbaye Nian; 20. август 1988) сенегалски је пливач чија ужа специјалност су спринтерске трке слободним стилом. 

## Спортска каријера
Нијан је присутан на међународној пливачкој сцени од 2009. и Светског првенства у Риму. Учествовао је и на светским првенствима у Барселони 2013, Казању 2015, Будимпешти 2019. и  Квангџуу 2019, а најбољи појединачни резултат на светским првенствима му је 60. место испливано у квалификацијама трке на 50 слободно у Казању. 
Био је део олимпијске репрезентације Сенегала на ЛОИ 2016. у Рију, где је пливао у квалификацијама трке на 50 слободно које је завршио на 48. месту са временом од 23,66 секунди.
Најбоље резултате у каријери је постизао на првенствима Африке са којих има освојене две бронзане медаље у штафетним тркама (2008. и 2016. године).  